# برونيلد بيبا
برونيلد بيبا (بالألبانية: Brunild Pepa‏) (22 نوفمبر 1990 بلوشنيه في ألبانيا - ) هو لاعب كرة قدم ألباني في مركز الوسط. لعب مع نادي تيوتا دورس ونادي فلامورتاري فلوره ونادي لوشنيا وKF Bylis ‏.

## روابط خارجية
- برونيلد بيبا على موقع قاعدة بيانات كرة القدم.إي يو (الإنجليزية)
- برونيلد بيبا على موقع Soccerway.com (الإنجليزية)